# Ray Hogan
Pour les articles homonymes, voir Hogan.
Ray Hogan, né le 15 décembre 1908 à Willow Springs dans le Missouri aux États-Unis et mort en 1998, est un écrivain américain, auteur de romans western.

## Biographie
Fils d'un homme de loi, il grandit à Albuquerque, au Nouveau-Mexique. Il fait ses études dans cette ville, mais également au Indiana Journalism Institute de Fort Wayne, en Indiana, où il obtient un diplôme en journalisme. Il signe ses premiers articles pour le New Mexico Conversationist.
En marge de son activité journalistique, il commence à publier des nouvelles westerns dans les pulps en 1953, utilisant parfois le pseudonyme Clay Ringold. Il passe au roman dès 1957 avec Land of the Strangers et devient un des auteurs prolifiques du roman western.
Dans les années 1970, il crée deux héros récurrents. Le premier, Shawn Starbuck, un cow-boy qui parcourt inlassablement l'Ouest américain à la recherche de son frère disparu, rencontre par hasard des aventures qui mettent en valeur ses qualités de droiture morale et son sens inné de la justice dans une vingtaine de titres. Le deuxième, John Rye, dit le Marshall Doomsday, est un modèle d'intégrité, de courage et de ténacité qui accepte de se charger de missions dangereuses (mettre la main au collet d'un dangereux criminel, servir de garde du corps à un juge, etc.) dans huit romans.

## Œuvre

### Romans

#### SérieShawn Starbuck
- The Rimrocker (1970) Publié en français sous le titre Le Saloon de Las Vegas, Paris, Librairie des Champs-Élysées, Le Masque western no 60, 1972
- The Outlawed (1970)
- Three Cross (1970)
- The Marshal of Babylon (1971) Publié en français sous le titre La Ville maudite, Paris, Librairie des Champs-Élysées, Le Masque western no 154, 1976
- Deputy of Violence (1971) Publié en français sous le titre Alerte aux hors-la-loi, Paris, Librairie des Champs-Élysées, Le Masque western no 70, 1972
- Brandon's Posse (1971) Publié en français sous le titre Le Marshal de Wolf Crossing, Paris, Librairie des Champs-Élysées, Le Masque western no 143, 1975
- A Bullet for Mr. Texas (1971)
- The Devil's Gunhand (1972)
- Passage to Dodge City (1972)
- The Hell Merchant (1972) Publié en français sous le titre L'or de Wells Fargo, Paris, Librairie des Champs-Élysées, Le Masque western no 107, 1974
- Lawman for Slaughter Valley (1972)
- The Guns of Stingaree (1973)
- Highroller's Man (1973)
- Skull Gold (1973) Publié en français sous le titre L'Homme de l'Ohio, Paris, Librairie des Champs-Élysées, Le Masque western no 173, 1977
- The Texas Brigade (1974)
- The Jenner Guns (1974)
- The Scorpion Killers (1974)
- The Tombstone Trail (1974)
- Day of the Hangman (1975)
- The Lost Comanchero (1975)
- The High Green Gun (1976)
- The Shotgun Riders (1976)
- Bounty Hunter's Moon (1977)
- A Gun for Silver Rose (1977)

#### SérieMarshall Doomsday
- The Doomsday Marshal (1975)
- The Doomsday Posse ou Doomsday Marshall and the Doomsday Posse (1977)
- The Doomsday Trail (1979)
- The Doomsday Bullet (1981)
- The Doomsday Canyon (1984)
- The Doomsday Marshal and the Hanging Judge (1987)
- The Doomsday Marshall and the Comancheros (1989)
- The Doomsday Marshal and the Mountain Man (1993)

#### Autres romans
- Land of the Strangers (1957)
- Hangman's Valley (1959)
- Wanted : Alive! (1959)
- Outlaw Marshal (Violence on Colorado Frontier) (1959) Publié en français sous le titre Un tueur nommé Shotgun, Paris, Dupuis, collection Galop no 12, 1969
- Marshall Without a Badge (1959) Publié en français sous le titre Terreur à Cameo Crossing, Paris, Dupuis, collection Galop no 3, 1966
- Ghost Raider (1960)
- Lead Reckoning (1960)
- Raider's Revenge (1960) Publié en français sous le titre La Belle du Sud, Paris, Fleuve noir, collection Feu no 28, 1965
- The Ridgerunner (1960)
- The Life and Death of Clay Allison (1961)
- Rebel Raid (1961) Publié en français sous le titre Raid sur Washington, Paris, Fleuve noir, collection Feu no 51, 1966
- Track the Man Down (1961) Publié en français sous le titre Le Mont Comanche, Paris, Librairie des Champs-Élysées, Le Masque western no 73, 1972
- Hell to Hallelujah (1962)
- A Marshal for Lawless (1962)
- New Gun for Kingdom City (1962)
- Rebel in Yankee Blue (1962)
- Double Dynamite (1963)
- Last Gun at Cabresto (1963)
- The Life and Death of Johnny Ringo (1963)
- The Outside Gun (1963)
- Johnny Ringo: Gentleman Outlaw (1964)
- Night Raider (1964) Publié en français sous le titre Un général Yankee, Paris, Fleuve noir, collection Feu no 86, 1968
- Rebel Ghost (1964) Publié en français sous le titre Cavaliers rebelles, Paris, Dupuis, collection Galop no 16, 1967
- Dead Man on a Black Horse (1966) Publié en français sous le titre Le Mort sur un cheval noir, Paris, Gallimard, Série noire no 1146, 1967
- The Hellsfire Lawman (1966)
- Mosby's Last Ride (1966)
- Panhandle Pistolero (1966)
- Tombstone Outlaw (1966)
- Border Bandit (1967)
- Devil's Butte (1967)
- Outlaw Mountain (1967)
- The Trackers (1967) Publié en français sous le titre Tempête sur l'Arizona, Paris, Librairie des Champs-Élysées, Le Masque western no 2, 1967
- The Wolver (1967)
- The Gunmaster (1968)
- Guns Against the Sun (1968)
- The Hell Road (1968)
- Killer on the Warbucket (1968)
- The Moonlighters (1968)
- Trouble at Tenkiller (1968)
- The Bloodrock Valley War (1969)
- Outlaw Marshal (1969) Publié en français sous le titre La Battue infernale, Paris, Librairie des Champs-Élysées, Le Masque western no 203, 1978
- Ride to the Gun (1969) Publié en français sous le titre Terreur dans la vallée, Paris, Librairie des Champs-Élysées, Le Masque western no 15, 1969
- Texas Guns (1969) Publié en français sous le titre Les Fusils de la liberté, Paris, Librairie des Champs-Élysées, Le Masque western no 111, 1974
- Trail to Tucson (1969)
- The Searching Guns (1970) Publié en français sous le titre La Ronde des vautours, Paris, Librairie des Champs-Élysées, Le Masque western no 160, 1976
- Guns Along the Jicarilla (1970)
- Jackman's Wolf (1970) Publié en français sous le titre Le Cerbère de la prairie, Paris, Librairie des Champs-Élysées, Le Masque western no 80, 1973
- The Hell Merchant (1970) Publié en français sous le titre L'Or de Wells Fargo, Paris, Librairie des Champs-Élysées, Le Masque western no 107, 1974
- The Man from Barranca Negra (1970)
- A Man Called Ryker (1971) Publié en français sous le titre Maria la mexicaine, Paris, Librairie des Champs-Élysées, Le Masque western no 97, 1973
- The Hangmen of San Sabal (1972)
- The Vengeance Gun (1973)
- Day of Reckoning (1973) Publié en français sous le titre Le Vengeur, Paris, Librairie des Champs-Élysées, Le Masque western no 115, 1974
- Strangers in Apache Basin (1973)
- Conger's Woman (1973)
- Wolf Lawman (1974) Publié en français sous le titre Les Forcenés, Paris, Librairie des Champs-Élysées, Le Masque western no 163, 1976
- Longhorn Law (1974)
- Betrayal in Tombstone (1975)
- Roxie Raker (1975)
- The Proving Gun (1975)
- The Vigilante (1975)
- Honeymakers Son (1975)
- The Yesterday Rider (1976)
- The Regulator: The Life And Death of William Thompson (1976)
- Trail of the Fresno Kid (1976)
- The Iron Jehu (1976)
- The Renegade (1977)
- Omaha Crossing (1977)
- The Hasty Hangman (1977)
- The Man Who Killed the Marshal (1977) Publié en français sous le titre Le Chasseur de mustangs, Paris, Librairie des Champs-Élysées, Le Masque western no 189, 1978
- Tall Man Riding (1977)
- Adam Gann, Outlaw (1978)
- The Peace Keeper (1978)
- Gun Trap at Arabella (1978)
- The Glory Trail (1978)
- Three Cross Deputy (1978)
- Showdown On Texas Flat (1979)
- Overkill at Saddlerock (1979)
- The Hell Born (1979)
- The Raptors (1979)
- Dead Gun (1980)
- Pilgrim (1980)
- The Hell Raiser (1980)
- Lawman's Choice (1980)
- Outlaw's Pledge (1981)
- Decision at Doubtful Canyon (1981)
- The Renegade Gun (1982)
- The Renegades (1982)
- Man Without a Gun (1983)
- The Law and Lynchburg (1983)
- The Vengeance of Fortuna West (1983)
- The Copper-Dun Stud (1983)
- Jackman's Wolf and the Glory Trail (1984)
- Agony Ridge (1984)
- Ragan's Law (1985)
- The Cornudas Guns (1985)
- The Rawhiders (1985)
- Apache Mountain Justice (1985)
- Outlaw's Empire (1986)
- Wyoming Drifter (1986)
- Guns Along the Mora (1987)
- Solitude's Lawman (1988)
- The Crosshatch Men (1989)
- Stampede Outlaw (1990)
- The Whipshaw Trail (1991)
- Soldier in Buckskin (1996)
- The Grieving Land (1996)
- Montana Outlaw (1996)
- Stonebreaker's Ridge (2000), publication posthume
- Texas Lawman (2008), publication posthume
- Killer's Gun (2011), publication posthume
- Fire River (2013), publication posthume

### Nouvelles

#### Signées Ray Hogan
- The Man Who Wore the Star (1953)
- One More Hill to Hell (1953)
- Truth at Gunpoint (1970)

#### Signées Clay Ringold
- A Question of Faith (1969)
- Guns Along the Mimbros (1970)
- Reluctant Killer (1970)

## Sources
- Claude Mesplède, Les Années "Série noire" : bibliographie critique d'une collection policière, vol. 3 : 1966-1972, Amiens, Editions Encrage, coll. « Travaux / 22 », 1994, 4 p. (ISBN 978-2-906389-53-3), p. 88.
- Claude Mesplède et Jean-Jacques Schleret, SN, voyage au bout de la Noire : inventaire de 732 auteurs et de leurs œuvres publiés en séries Noire et Blème : suivi d'une filmographie complète, Paris, Futuropolis, 1982 (OCLC 11972030), p. 192